# المحمدية (الأحساء)
المحمدية حي في الهفوف في المنطقة الشرقية في المملكة العربية السعودية.

## الموقع
يقع حي المحمدية في مدينة الهفوف بمحافظة الأحساء جنوب طريق الملك فهد وغرب طريق الأمير سعود بن جلوي.

## المرافق
مسجد المحمدية، ومسجد عبد اللطيف بن محمد العبد الله الملحم، وجامع الصرافية،
 ومسجد القاضي عياض، ومسجد القدس، ومسجد المنيع الثويني، ومدرسة الأمام الحسين بن علي المتوسطة، وعلي ابن الحسن المتوسطة، والبنك الأهلي التجاري، ومسجد عبد الرحمن بن عوف، والبنك العربي الوطني، ومدرسة الٳبتدائية العشرون بنات، ومعهد أمهات المؤمنين للقرأن، ومركز نجوم السماء للتموينات، ومركز حمد عبد الرحمن بو سعد للتسوق، ومسجد مصعب بن عمير، وصيدلية منير الهدى.